# 十方 (佛教)
十方，佛教術語，是已經將梵語的原意消化後的漢語翻譯名詞。指遍及各處的所有方向與位置，即是指整個法界，整片宇宙。
很多經文中，皆有提及「十方眾生」、「十方世界，所有眾生」、「十方無量無邊，無數世界，一切眾生」等等句子。而《悲華經》裏如此說：「無量無邊阿僧祇餘佛世界，所有眾生。」「阿僧祇」是古印度的計算單位，即沒有數字可以代表其大之意。由此可知，「十方」涵蓋整個宇宙，一切宇宙，而「十方世界，所有眾生」就是指整個宇宙中的一切眾生。
在古代印度，以十個方向來表示所有方位，這十個方向是：前、後、左、右、前右、前左、後右、後左、上、下。以今日角度看，只是很粗略的方向指示，並不實用，而是以形容詞來看待。例如「十方善信」指的是各處各地的善男信女。而「僧人成全十方」則是指和尚到處教化，或「十方來十方去」是指到處來去。
現代网络小说流行称十方为“上天、下地、东、西、南、北、生门、死位、过去、未来”，但来源未知。

## 八角柱
因为十方可以看成八角柱的十个面，或双八角锥的十个顶点，故“十方”代指三维空间中的十个基本方向。